# 12100 Amiens
12100 Amiens (tên chỉ định: 1998 HR149) là một tiểu hành tinh vành đai chính. Nó được phát hiện bởi Eric Walter Elst tại Đài thiên văn La Silla ở Chile ngày 25 tháng 4 năm 1998. Nó được đặt theo tên thành phố thuộc Amiens, Pháp.